# Joseph Farines
Joseph Farines (Espirà de l'Aglí, 12 de juliol del 1792 - Espirà de l'Aglí, 7 de maig del 1864) va ser un farmacèutic i estudiós rossellonès. S'interessà per la paleontologia, la mineralogia i la hidrogeologia, i fou la primera veu a posar en relleu l'interès científic de la cova de l'Aragó (Talteüll), el 1828.

## Biografia
Joseph Nabor Bonaventure Farines fou fill del primer alcalde d'Espirà de l'Aglí (Bonaventure Farines, el 1791) i estudià farmàcia. En tingué un establiment al carrer dels Agustins, 44 de Perpinyà, ciutat d'on fou conseller municipal de l'any 1834 al 1840. El 12 de setembre del 1821 es casà amb la seva cosina germana, Marguerite Farines, amb qui tingué tres fills: una noia, Joséphine (1822-1907), un noi, Achille (1825-1864), i una altra filla, Léontine, que en fer-se monja prengué el nom de religió de Madeleine (1831-1915).
El 1833 va ser un dels membres fundadors i el primer vicepresident (després, secretari fins al 1835) de la "Société philomatique de Perpignan", que el 1842 va ser redenominada Société agricole, scientifique et littéraire des Pyrénées-Orientales (SASL). Fou autor de diversos articles, que publicà entre els anys 1824 al 1837, alguns d'ells al Bulletin de la Societat Filomàtica. Una de les seves publicacions, feta amb Marcel de Serres, destacava el valor científic de la cova de l'Aragó. Amb Dominique Bouis, Joseph Jaubert de Réart i Louis Companyo formà el setembre del 1835 la "Commission pour la formation du Musée départemental d'objets d'histoire naturelle", embrió del futur Museu de Perpinyà que a partir del 1840 dirigiria Companyo. Farines té un carrer dedicat a Espirà de l'Aglí.

## Obres
- Mémoire sur la chenille, connue vulgairement sous le nom de Couque.  Perpinyà: Impr. Mademoiselle Antoinette Tastu, 1824.
- Farines, J.N; Carcassonne, [Maurice Mathieu]. Mémoire sur un cétacée échoué le 27 novembre 1828 sur la côte dépendante de la commune de Saint-Cyprien, Pyrénées-Orientales, présenté a l'académie des sciences le 15 février 1829.  Perpinyà: Impr. Mademoiselle Antoinette Tastu, 1829.[Enllaç no actiu]
- «Notice archéologique». Bulletin de la Société Philomatique de Perpignan, vol. 3 (deuxième partie), 1837, pàg. 47-50.
- Serres, Marcel de; Farines «Notice sur le caverne à ossemens [sic] d'Argou (Pyrénées-Orientales)». Annales des sciences naturelles, t. XVII, 1829, pàg. 276-301.
- «Notice sur le Cebrio Xanthomerus». Bulletin de la Société Philomatique de Perpignan, vol. 3, 1837, pàg. 105-109.
- Farines, J.N; Fauvelle, [Pierre-Pascal] «Rapport... sur une dent fossile (présentation d'un molaire de grand mammifère)». Le Publicateur des Pyrénées-Orientales, núm. 42, 1835, pàg. 173.
- Farines; Carcassonne. Réponse à M. L. Companyo,... sur sa brochure intitulée : "Mémoire descriptif et ostéographie de la baleine échouée sur les côtes de la mer".  Perpinyà: impr. de J. Alzine, 1830.
- «Las Sedas à Peyrestortes». Le Publicateur des Pyrénées-Orientales, 1835.
- Al volum I (1835) del  Bulletin de la Société Philomatique de Perpignan. publicà Discours sur la Société (p. 1-4); Géologie. Notice sur un gisement de lignite nouvellement découvert a Paziols (Aude) (p. 7-12); Rapport...sur une brochure de M. Tournal (p. 13-17); Rapport...sur une notice de M. Marcel de Serres (p. 21-26); Réplique à la réponse de M. Marcel de Cerres sur les puits artésiens (p. 40-46); Minéralogie. Chaux sulfatée trapézoïdale (p. 47); Botanique. Rapport sur une monstruosité présentée par M. Jacomet (p. 48-50); Note sur la vallée de Carensa (p. 50); Observations sur un développement extraordinaire d'une racine de peuplier noire (p. 51-53); Erpétologie. Pluie de crapauds (p. 54-56); Observations sur les mœurs d'une espèce de tortue d'eau douce, Testudo orbicularis (p. 56-58); Conchyliologie. Description de trois espèces nouvelles de coquilles vivantes du département des Pyrénées-Orientales (59-67); Paléontologie. Rapport... sur une dent fossile (p. 68-71)